# Bongor
Bongor (en árabe: بونقور‎) es una ciudad de Chad, capital de las región de Mayo-Kebbi Est. Está situada en la orilla oriental del río Logone. Durante la temporada de lluvias, que se desarrolla entre mayo y septiembre,, el Logone es navegable entre Bongor y Yamena, la capital de Chad. La población es de 29 268 habitantes según datos de 2008.
Bongor cuenta con una animada plaza del mercado central, un aeropuerto, el Aeropuerto de Bongor, una oficina de correos, un hospital y las oficinas administrativas de la Prefectura de Mayo-Kebbi.  El algodón y el arroz son los principales cultivos comerciales de la región. Hay un hotel en la orilla del río Logone. El principal día de mercado es el lunes y la gente viene de toda la región para el mercado semanal.
Bongor formó parte del Camerún alemán hasta el Tratado Marruecos-Congo también conocido como «tratado germano-francés», firmado en 1911 en Berlín entre Francia y Alemania. En 1904, el oficial colonial alemán Herbert Kund fundó una estación militar cerca de Bongor, lo que constituyó el inicio de la historia moderna de la ciudad. El principal grupo tribal indígena es el pueblo Masa. La ciudad ha sido un importante centro de educación secundaria desde la época colonial. En la ciudad se encuentra el Liceo Jacques Modeina, al que asistieron muchos de los futuros líderes de las naciones que se independizaron tras la disolución de la colonia de África Ecuatorial Francesa.

## Clima
| Parámetros climáticos promedio de Bongor | Parámetros climáticos promedio de Bongor | Parámetros climáticos promedio de Bongor | Parámetros climáticos promedio de Bongor | Parámetros climáticos promedio de Bongor | Parámetros climáticos promedio de Bongor | Parámetros climáticos promedio de Bongor | Parámetros climáticos promedio de Bongor | Parámetros climáticos promedio de Bongor | Parámetros climáticos promedio de Bongor | Parámetros climáticos promedio de Bongor | Parámetros climáticos promedio de Bongor | Parámetros climáticos promedio de Bongor | Parámetros climáticos promedio de Bongor |
| Mes                                      | Ene.                                     | Feb.                                     | Mar.                                     | Abr.                                     | May.                                     | Jun.                                     | Jul.                                     | Ago.                                     | Sep.                                     | Oct.                                     | Nov.                                     | Dic.                                     | Anual                                    |
| ---------------------------------------- | ---------------------------------------- | ---------------------------------------- | ---------------------------------------- | ---------------------------------------- | ---------------------------------------- | ---------------------------------------- | ---------------------------------------- | ---------------------------------------- | ---------------------------------------- | ---------------------------------------- | ---------------------------------------- | ---------------------------------------- | ---------------------------------------- |
| Temp. máx. media (°C)                    | 33.9                                     | 35.6                                     | 39.4                                     | 41.7                                     | 40                                       | 37.8                                     | 33.9                                     | 31.1                                     | 33.3                                     | 36.7                                     | 36.7                                     | 34.4                                     | 36.1                                     |
| Temp. mín. media (°C)                    | 13.9                                     | 15.6                                     | 19.4                                     | 23.3                                     | 25                                       | 23.9                                     | 22.8                                     | 22.2                                     | 22.2                                     | 21.7                                     | 17.2                                     | 15                                       | 20.2                                     |
| Fuente: Weatherbase                      |                                          |                                          |                                          |                                          |                                          |                                          |                                          |                                          |                                          |                                          |                                          |                                          |                                          |

## Economía
En la década de 1970, se creó un sistema de riego aquí, que permitió iniciar el desarrollo de la agricultura, en particular, contribuyó al inicio del cultivo del arroz.
La ciudad es un centro importante en las esferas de la atención de la salud, la educación y otras funciones sociales para las áreas agrícolas adyacentes.
En la estación seca a Bongor trajeron sus rebaños de los nómadas del desierto.

## Datos demográficos
| Año               | Población |
| ----------------- | --------- |
| 1988 (estimación) | 19 900    |
| 1993 (censo)      | 20 448    |
| 2008              | 29 268    |
| 2010 (estimación) | 30 518    |